# Przeziernik osowiec
Przeziernik osowiec (Sesia apiformis, Aegeria apiformis) – owad z rzędu motyli. Rozpiętość skrzydeł samicy do 45 mm, samca 38 mm. Postacie dorosłe można obserwować pod koniec maja i w czerwcu. Samica przeziernika osowca ma uwstecznione narządy gębowe i nie pobiera pokarmu, żyje około siedmiu dni. W tym czasie składa do 1800 jaj. Samica składa jaja na topolach, rzadziej wierzbach. Larwy żerują początkowo w korzeniach, a następnie coraz wyżej w pniu drzewa. W trzecim roku po złożeniu jaj przepoczwarczają się wewnątrz wydrążonego w drewnie chodnika. Przed wylotem poczwarka wysuwa się z drewna.
Przeziernik jest przykładem mimikry. Ma wygląd podobny do os, co odstrasza drapieżniki.